# Метод МО ЛКАО
Ме́тод МО ЛКАО (англ. LCAO approximation) — квантово-хімічний метод розрахунку електронної структури молекул, заснований на наближенні, в якому молекулярні орбіталі (МО) представлені у вигляді лінійної комбінації атомних орбіталей (ЛКАО).
ЛКАО — найпростіший метод визначення хвильових функцій молекулярних орбіталей. Він розглядає хвильові функції молекулярних орбіталей як лінійні комбінації хвильових функцій атомних орбіталей. Для точного визначення хвильової функції молекулярної орбіталі необхідно розв'язати складну навіть для найпростіших молекул задачу про рух одного електрона в самоузгодженому полі, створеному атомними ядрами і рештою електронами всіх атомів, що входять в молекулу. Тому в методі МО ЛКАО використовуються припущення, які спрощують вихідну задачу.
У методі молекулярних орбіталей повна хвильова функція молекули складається із хвильових функцій, що описують поведінку окремих електронів в полі, що створюється іншими електронами і всіма атомними ядрами. Тим самим, концепція МО близька до концепції АО з тією тільки різницею, що МО є багатоцентровими орбіталями.
В принципі для знаходження одноелектронних хвильових функцій МО можна використувати метод Хартрі-Фока і отримати таблиці їх числових значень подібно до того, як це робиться для атома. Недоліком такого підходу крім відсутності рішення в аналітичному вигляді є великі математичні труднощі розрахунку хвильової функції. Бажано одержати аналітичне уявлення молекулярної орбіталі, при чому таке, щоб зберігалася можливість її модифікації в рамках відпрацьованих процедур. Найпоширенішим наближенням до істинної МО є уявлення молекулярної орбіталі у вигляді лінійної комбінації атомних орбіталей, що утворюють молекулу, тобто:
{\displaystyle \phi _{i}=\sum _{v=1}^{N}c_{i1}\chi _{1}.}
Форма цього рівняння має дві суттєві переваги. По-перше, коли електрон знаходиться на деякій МО поряд з ядром атома v, його поведінка і хвильова функція повинні бути близькими до відповідних атомних характеристик. Ця вимога добре забезпечується розкладом МО ЛКАО. По-друге, вигляд атомних орбіталей залишається незмінним, а покращення хвильової функції МО можливе шляхом підбору оптимальних коефіцієнтів розкладу {\displaystyle c_{iv}} для знаходження яких використовується варіаційний метод Рітца.
Наближення ЛКАО до пошуку вигляду МО і уявлення повної хвильової функції молекули у вигляді слетерівського визначника веде, в рамках методу Хартрі-Фока з використанням електронного гамільтоніана, до рівнянь, вперше отриманих Рутаном (1951). Ці рівняння є наближенням до рівнянь Хартрі-Фока і лежать в основі майже всіх сучасних неемпіричних методів розрахунку складних молекулярних систем. Вони служать також вихідними для розвитку всіх основних напівемпіричних теорій методу МО.

## Визначення
Розглянемо систему із закритою оболонкою, що складається з 2n електронів на n молекулярних орбіталях, локалізованих на N ядрах атомів. Повна енергія молекули визначається співвідношенням
{\displaystyle E_{e}=\langle \Psi (r,R)|{\hat {H}}_{e}|\Psi (r,R)\rangle }
Підставимо в цей вираз оператор Гамільтона в наближенні Борна-Оппенгеймера, а також хвильову функцію у вигляді детермінанта Слетера, елементами якого є молекулярні спін-орбіталі р.
Гамільтоніан молекули з N ядрами і n електронами має вигляд: {\displaystyle {\hat {H}}={\hat {T}}+{\hat {V}}=-{\frac {\hbar ^{2}}{2}}\sum _{\alpha =1}^{N}{\frac {1}{M_{\alpha }}}\triangledown _{\alpha }^{2}-{\frac {\hbar ^{2}}{2m_{e}}}\sum _{i=1}^{n}\triangledown _{i}^{2}-\sum _{\alpha =1}^{n}\sum _{i=1}^{n}{\frac {Z_{\alpha }e^{2}}{R_{i\alpha }}}+\sum _{i<}^{n}\sum _{j}^{n}{\frac {e^{2}}{r_{ij}}}+\sum _{\alpha <}^{N}\sum _{\beta }^{N}{\frac {Z_{\alpha }Z_{\beta }e^{2}}{R_{\alpha \beta }}}}
Тут грецькі символи належать ядрам, а римські - електронам. Оператор {\displaystyle \psi } доповнений членом, що враховує кінетичну енергію ядер, а оператор потенціальної енергії тепер містить три складових: енергію електрон-електронного відштовхування, енергію притягання кожного електрону до ядра молекули і потенціальну енергію відштовхування позитивно заряджених ядер. Неважко зауважити, що гамільтоніан молекули залежить не тільки від координат електронів, але і від ядерних координат. Рух ядер та електронів розглядається окремо, тому що маси цих об'єктів не є співрозмірними. Навіть протон у 1836 разів важчий за електрон. Тому ядра рухаються значно повільніше ніж електрони, які встигають миттєво розташуватися у новий порядок згідно до будь-якої зміни координат ядер. Таким чином, із певним наближенням можна вважати положення ядер фіксованим та розглядати лише рух електронів у полі статичних ядер. На математичній мові це значить, що кооринати ядер є сталими величинами, які входять до хвильової функції молекули як параметри
{\displaystyle \Psi (r,R)=\Psi _{e}(r,R)\cdot \Psi _{nuc}(R).}
Кінетична енергія ядер дорівнює нулю, якщо вони є нерухомими. Відповідно, першою складовою в операторі Гамільтона для молекули можна знехтувати. Функцією такого оператора буде електронна хвильова функція {\displaystyle \psi _{e}(r,R)}, а значення - електронна енергія {\displaystyle E_{e},} яка відбиває кінетичну енергію {\displaystyle n} електронів у полі {\displaystyle N} ядер плюс енергія взаємодії ядер
{\displaystyle {\hat {H}}\Psi (r,R)=E\Psi (r,R).}
За перебігу хемічної реакції відбувається лише зміна взаємного розташування ядер. Таким чином, для того, щоб прослідкувати шлях хімічної реакції, потрібний багатократний розв'язок електронного хвильового рівняння для усеможливих координат {\displaystyle R.} Електронна енергія в цьому випадку є потенційною при розгляді руху ядер, а її залежність від ядерних координат називається поверхнею потенційної енергії. Наприклад, за дисоціації двоатомної молекули поверхня визначається єдиною ядерною координатою - відстанню між атомами. Таким чиом, залежність електронної енергії від {\displaystyle R} - потенціал Морзе. У загальному випадку така поверхня є багатовимірною гіперповерхнею.
Для багатоелектронного атома, умова ортонормованості хвильових функцій дозволяє записати вираз для повної енергії молекули у вигляді:
{\displaystyle E=2\sum _{i}^{n}\epsilon _{i}-\sum _{i}^{n}\sum _{j}^{n}(2J_{ij}-K_{ij})+\sum _{\alpha <}^{N}\sum _{\beta }^{N}{\frac {Z_{\alpha }Z_{\beta }}{R_{\alpha \beta }}}.}
Врахувавши, що хвильові функції МО, які входять до виразу для кулонівського і обмінного інтегралів, є лінійними комбінаціями АО, кожна з яких помножена на невідомий коефіцієнт розкладу {\displaystyle c_{iv}}. Коефіцієнти знаходять за допомогою варіаційного методу Рітца із умови мінімуму повної енергії молекули:
{\displaystyle {\frac {\partial E_{e}}{\partial c_{iv}}}=0,}
Повторюючи повністю всі міркування, зроблені при виведенні рівняння Хартрі-Фока, використовуючи варіаційний принцип Рітца, прийдемо до рівняння Рутана:
{\displaystyle \sum _{v=1}^{N}(F_{\mu v}-\epsilon _{i}S_{\mu v})c_{iv}=0,\mu =1,2,3,..,N.}
Де {\displaystyle \mu _{i}} - одноелектронна енергія молекулярної орбіталі {\displaystyle \phi _{i}}, {\displaystyle S_{\mu v}} - елемент NxN матриці, що називається матрицею перекривання
{\displaystyle S_{\mu v}=\int \chi _{\mu }^{*}(1)\chi _{V}(1)dq_{1},}
Накінець, {\displaystyle F_{\mu v}} - елемент другої NxN матриці, що називається матрицею Фока
{\displaystyle F_{\mu v}=H_{\mu v}+\sum _{\lambda =1}^{N}\sum _{\sigma =1}^{N}P_{\lambda \sigma }[\langle \mu v|\lambda \sigma \rangle -{\frac {1}{2}}\langle \mu \lambda |v\sigma \rangle ].}
В цьому виразі {\displaystyle H_{\mu v}} є матричним уявленням енергії електрону в полі "голих" ядер:
{\displaystyle H_{\mu v}=\int \chi _{\mu }^{*}(1){\hat {H}}^{\text{залиш.}}(1)\chi _{V}(1)dq_{1},} де
{\displaystyle H^{\text{залиш.}}(1)=-{\frac {1}{2}}({\frac {\partial ^{2}}{\partial \chi _{1}^{2}}}+{\frac {\partial ^{2}}{\partial y_{1}^{2}}}+{\frac {\partial ^{2}}{\partial z_{1}^{2}}})-\sum _{\alpha =1}^{N}{\frac {Z_{\alpha }}{R_{1\alpha }}}.}
Величина є двохелектронний інтеграл відштовхування:
{\displaystyle \langle \mu v|\lambda \sigma \rangle =\int \int \chi _{\mu }^{*}(1)\chi _{v}(1)({\frac {1}{r_{12}}})\chi _{\lambda }^{*}(2)\chi _{\sigma }(2)\cdot dq_{1}\cdot dq_{2}.}
Вони помножені на одноелектронну матрицю рядків зв'язку або матрицю густини {\displaystyle P\lambda \sigma }:
{\displaystyle P_{\lambda \sigma }=2\sum _{i=1}^{}c_{i\lambda }^{*}\cdot c_{i\sigma }.}
Сумування ведеться за всіма зайнятими електронами МО. Коефіцієнт 2 відбиває, що кожну молекулярну орбіталь займають два електрони. Розглянемо параметри, що входять у рівняння Рутана, можемо записати вираз для електронної енергії молекули у наступному вигляді:
{\displaystyle E_{ee}={\frac {1}{2}}\sum _{\mu =1}^{N}\sum _{v=1}^{N}P_{\mu v}(F_{\mu v}+H_{\mu v}).}
Повна енергія молекули отримується доданням до {\displaystyle E_{EE}} виразу, що враховує міжядерне відштовхування:
{\displaystyle E_{\text{nuc}}=\sum _{\alpha <}^{N}\sum _{\beta }^{N}{\frac {Z_{\alpha }Z_{\beta }}{R_{\alpha \beta }}}.}
Рівняння Рутана є нелінійним однорідним рівнянням відносно невідомих величин {\displaystyle c_{iv}^{0}}, так як в ці рівняння входить параметр, що залежний від цих невідомих коефіцієнтів. Систему рівнянь Рутана розв'язують за допомогою процедури самоузгодження. Спочатку здаються початковими коефіцієнтами, з допомогою яких розраховують початкове наближення матриці Фока. Враховуючи на цьому етапі, що вона не залежить від шуканих коефіцієнтів, розклавши її отримають систему однорідних лінійних рівнянь:
{\displaystyle \sum _{v=1}^{N}(F_{\mu v}^{0}-\epsilon _{i}S_{\mu v})c_{iv}=0,\quad \mu ={\overline {1,N}}.}
Ця система має нетривіальний розв'язок, коли її детермінант рівний нулю
{\displaystyle |F_{\mu v}^{0}-\epsilon _{i}S_{\mu v}|=0.}
Звідки набір {\displaystyle \epsilon _{i}^{0}}, підставляючи його в попереднє рівняння, знаходять {\displaystyle c_{iv}^{1}}. З допомогою цих коефіцієнтів знову розраховують елементи матриці Фока, потім {\displaystyle \epsilon _{i}^{1}}. Таким чином, проводять цикл розрахунків:
{\displaystyle ...\rightarrow c_{iv}^{k}\rightarrow F_{\mu v}^{k}\rightarrow \epsilon _{i}^{k}\rightarrow c_{iv}^{k\cdot 1}\rightarrow F_{\mu v}^{k\cdot 1}\rightarrow \epsilon _{i}^{k\cdot 1}\rightarrow ...} до тих пір, поки повна енергія і матриця порядків зв'язків для двох послідовних розрахунків (ітерацій) не будуть співпадати із заданою точністю:
{\displaystyle |E^{k}-E^{k+1}|\leq \xi _{E},\quad \quad \quad |P_{\mu v}^{k}-P_{\mu v}^{k+1}|\leq \xi _{p},}
де {\displaystyle \xi _{E}} i {\displaystyle \xi _{p}} - малі параметри, що визначають умови збігу розв'язків за повною енергією і матрицею густини відповідно.
Є також метод ППП (який запропонували Р.Паризер, Р.Г.Пар та Дж. Попл), який є напівемпіричним варіантом методу Рутана. В свою чергу, метод Рутана - це ЛКАО наближення до методу самоузгодженого поля Хартрі-Фока. У методі ППП використовується наближення нульового деференціального перекривання (НДП), тобто нехтують не тільки інтегралами перекривання, а й усіма інтегралами, які містять добутки типу {\displaystyle \phi _{A}\phi _{B}dV}, де {\displaystyle \phi _{A}}і {\displaystyle \phi _{B}} - атомні орбіталі.
Існує важлива система, для якої рівняння Хартрі-Фока можна вирішити точно для вектора основного стану. Ця система складається із електронів, які рухаються у ящику об'єму {\displaystyle V}, у якому існує також однорідний фон позитивних зарядів із щільністю {\displaystyle +en/V.} .

##### Приклад
Приклад здійснення процедури самоузгодження для знаходження повної енергії молекули води методом Хартрі-Фока-Рутаана.
| Iteration | Ex | Total energy E | Change        | Density change |
| --------- | -- | -------------- | ------------- | -------------- |
| 1         | 0  | -75.368188477  | -75.368188477 | 0.539575981    |
| 2         | 1  | -75.571980468  | -0.203791991  | 0.137147099    |
| 3         | 2  | -75.582758173  | -0.010777705  | 0.051588713    |

Збіг розв'язку хвильового рівняння досягається за 8 ітерацією при критерію за матрицею {\displaystyle 10^{-5}}. Після досягнення збігу проводиться одна додаткова ітерація
| Iteration | Ex | Total energy E | Change       | Density change |
| --------- | -- | -------------- | ------------ | -------------- |
| 4         | 3  | -75.583872052  | -0.001113878 | 0.002713332    |
| 5         | 4  | -75.583913740  | -0.000041689 | 0.001781922    |
| 6         | 5  | -75.583923021  | -0.000009280 | 0.000183589    |
| 7         | 6  | -75.583923056  | -0.000000035 | 0.000031273    |
| 8         | 7  | -75.583923062  | -0.000000007 | 0.000004804    |
| 9         | 8  | -75.583923062  | 0.000000000  | 0.000001855    |

Розраховане значення повної енергії молекули води для даного прикладу рівне -75.583923 Хартрі
(1 Хартрі=({\displaystyle e^{2}}/a)=627,5096 ккал/моль=2625,500 кДж/моль). Шість значущих цифр після крапки відповідають точності розрахунку не гірше 0.01 кДж/моль. Як видно із прикладу, необхідна точність була досягнута уже на шостому циклі ітераційного процесу, тобто збіг за енергією зазвичай досягається раніше.
Розв'язок електронного хвильового рівняння методом молекулярних орбіталей в наближенні лінійних комбінацій атомних орбіталей вимагає використання процедури самоузгодження, коли шукані хвильові функції МО повинні бути узгоджені з ефективним полем молекули, що називається методом самоузгодженого поля.
Кількість власних значень {\displaystyle \epsilon _{i}}  і відповідних їм власних значень функцій ({\displaystyle \phi _{i}} рівне числу базисних функцій N в розкладі ЛКАО). Визначник Слетера для повної хвильової функції молекули будуються із n=N/2 зайнятих електронами МО. В мінімізації повної енергії беруть участь тільки зайняті МО і, так як матричні елементи {\displaystyle F_{\mu v}} залежать тільки від {\displaystyle P_{\lambda \sigma }}, а порядок зв'язку розраховується із хвильових функцій тільки зайнятих орбіталей, лише вони можуть розглядатися як фізично визначені. Не зайняті МО, отримані із рівнянь Рутана, не беруть участі в мінімізації повної енергії системи, тому їх відповідність істинним енергетичним рівням молекули не зовсім визначено. Такі рівняння називають віртуальними.